# Kromań (chutor)
Kromań (biał. Кромань, Kromań; ros. Кромань, Kromań) – chutor na Białorusi, w obwodzie mińskim, w rejonie stołpeckim, w sielsowiecie Naliboki.

## Warunki naturalne
Kromań położony jest nad jeziorem Kromań, wewnątrz Puszczy Nalibockiej – największego kompleksu leśno-bagiennego Białorusi i na terenie Nalibockiego Rezerwatu Krajobrazowego.

## Historia
W XIX i w początkach XX w. zaścianek położony w Rosji, w guberni wileńskiej, w powiecie oszmiańskim.
W dwudziestoleciu międzywojennym leśniczówka leżąca w Polsce, w województwie nowogródzkim, w powiecie nowogródzkim, do 1 grudnia 1933 w gminie Naliboki, następnie w gminie Szczorse. W 1921 miejscowość liczyła 17 mieszkańców, zamieszkałych w 2 budynkach, wyłącznie Polaków. 15 mieszkańców było wyznania rzymskokatolickiego i 2 prawosławnego.
Po II wojnie światowej w granicach Związku Sowieckiego. Od 1991 w niepodległej Białorusi.